# George A. Jenkins
George Averill Jenkins (condado de Jefferson, 19 de mayo de 1818-Fort Atkinson, 27 de abril de 1896) fue un granjero, político y pionero estadounidense. Republicano, sirvió un año en cada cámara de la Legislatura de Wisconsin, representando al condado de Calumet en la Asamblea Estatal de Wisconsin en 1857 y al Senado Estatal en 1862. Su nombre fue a veces abreviado G. A. Jenkins.

## Biografía
George A. Jenkins nació en el condado de Jefferson, Nueva York, el 19 de mayo de 1818. Llegó a Wisconsin en la década de 1850 y se estableció inicialmente en la ciudad de Charlestown, Wisconsin, en el condado de Calumet.
Se volvió activo en política con el Partido Republicano y en 1856 recibió la nominación republicana para la Asamblea Estatal de Wisconsin en el condado de Calumet. Derrotó a su oponente demócrata en las elecciones generales y participó en la sesión de 1857. En 1858 y 1859, se desempeñó como presidente de la ciudad de Charlestown y fue miembro ex officio de la junta de supervisores del condado.
En el primer año de la Guerra de Secesión, 1861, el senador estatal en ejercicio Benjamin Sweet renunció a su cargo para unirse al Ejército de la Unión. Esto creó la necesidad de una elección especial para cubrir el año restante de su mandato. Jenkins fue elegido en noviembre de 1861, postulándose en la lista del Partido Republicano, y sirvió en el Senado durante la sesión de 1862, en representación del distrito 19 del Senado. El distrito comprendía entonces todo el condado de Calumet y el vecino condado de Manitowoc. Derrotó al candidato demócrata Joseph Vilas de Manitowoc. Después de su mandato en la Legislatura, Jenkins fue nombrado comisionado de reclutamiento del condado de Calumet para supervisar el servicio militar obligatorio para el Ejército de la Unión en ese condado.
A finales de la década de 1860, Jenkins se mudó a Koshkonong, Wisconsin, en el condado de Jefferson. En el condado de Jefferson, se involucró con el Partido de la Prohibición. Se postuló para la Asamblea Estatal en el segundo distrito de la Asamblea del condado de Jefferson en 1884, pero quedó en un distante tercer lugar detrás de los candidatos demócratas y republicanos habituales.
Murió en la cercana ciudad de Fort Atkinson, Wisconsin, el 27 de abril de 1896.

## Vida personal y familiar
George A. Jenkins fue el quinto de siete hijos de George Jenkins y su esposa Parthenia (de soltera Wood).
George A. Jenkins se casó dos veces. Con su primera esposa, Rachel Battchellor, tuvo cuatro hijas. Después de su muerte en 1850, se casó con su prima hermana, Rachel Marina Wood, y tuvo un hijo.
Jenkins mantuvo extensos diarios durante los últimos cuarenta años de su vida, incluidas lecturas de temperatura tres veces al día. Sus diarios fueron donados a la Sociedad Histórica de Wisconsin después de su muerte.